# Herby
Herby – wieś w Polsce położona w powiecie lublinieckim w województwie śląskim, siedziba gminy Herby. W latach 1975–1998 miejscowość administracyjnie należała do województwa częstochowskiego.
Na terenie Herb znajduje się kilka średniej wielkości zakładów przemysłowych i magazynowych. Między centralną częścią miejscowości a stacją kolejową Herby Nowe zlokalizowany jest zakład recyklingu, dawniej w tym miejscu znajdowało się największe składowisko złomu w Polsce.
W miejscowości mają siedzibę także: utworzony w 1990 zakład karny (pojemność jednostki to 444 miejsca), zakład poprawczy, Młodzieżowy Ośrodek Wychowawczy, Nadleśnictwo Herby. W okolicach miejscowości zaczyna swój bieg rzeka Stradomka.

## Historia
Miejscowość położona jest na historycznej granicy Małopolski i Śląska, która w latach 1815–1915 była także granicą Imperium Rosyjskiego i Królestwa Prus (Rzeszy Niemieckiej). Z tego powodu wieś dzieliła się na dwie części – Herby Ruskie (Russkije Herby) (później Herby Polskie) i Herby Pruskie (Preußisch-Herby, później Herby Śląskie). 

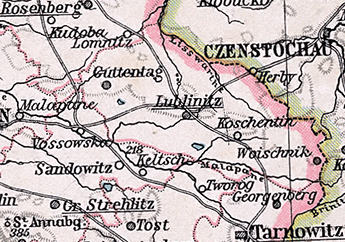
Położenie Herb na granicy Imperium Rosyjskiego i Rzeszy Niemieckiej – niemiecka mapa z 1905 roku

Istniało tu przejście graniczne, od 1866 roku drewniana gospoda graniczna, a pierwsze budynki celne powstały po pruskiej stronie w 1887 roku. W 1913 roku w Herbach Pruskich wystawiono pomnik upamiętniający 100-lecie Bitwy narodów pod Lipskiem, w 1925 roku przebudowany na pomnik poświęcony powstańcom śląskim. Po obu stronach granicy wybudowano dworce kolejowe, budynki obu zachowały się do dzisiaj – dawny rosyjski dworzec to obecnie budynek mieszkalny, a pruski to obecny dworzec Herby Stare. 
Po I wojnie światowej Herby Ruskie, przemianowane na Herby Polskie należały do gminy Dźbów powiatu częstochowskiego w województwie kieleckim. W wyniku przyznania Polsce części Górnego Śląska w 1922 roku Herby Pruskie, przemianowane na Herby Śląskie, znalazły się w gminie Olszyna, w powiecie lublinieckim w województwie śląskim. 
W okresie międzywojennym w miejscowości stacjonował komisariat Straży Granicznej i placówka II linii SG „Herby”.
20 stycznia 1945 roku miejscowość została zdobyta przez oddziały 31 korpusu pancernego gwardii wspierające 5 armię Gwardii 1 Frontu Ukraińskiego.
Od 1950 roku obydwie części miejscowości należały do województwa katowickiego, ale dopiero w 1954 roku Herby Polskie włączono do powiatu lublinieckiego (z częstochowskiego) i połączono z Herbami Śląskimi w jeden organizm; powstała wtedy gromada Herby. 
W latach 1958–1972 Herby miały status osiedla, a w 1973 roku w wyniku reformy administracyjnej stały się siedzibą gminy.

## Transport

### Tranzyt
Przez Herby przebiegają dwie drogi: krajowa nr 46 i wojewódzka nr 905.

### Kolej
W miejscowości znajdują się dwie stacje kolejowe: Herby Stare w centrum miejscowości oraz Herby Nowe – dawniej ważny węzeł kolejowy na skrzyżowaniu magistrali węglowej Śląsk-Porty, linii Lubliniec-Częstochowa i Herby Nowe-Wieluń Dąbrowa. Na dworcu Herby Nowe jest niewielkie muzeum magistrali węglowej, gdzie – z inicjatywy kolejarza Henryka Dąbrowskiego – zgromadzono wiele pamiątek z historii kolei.

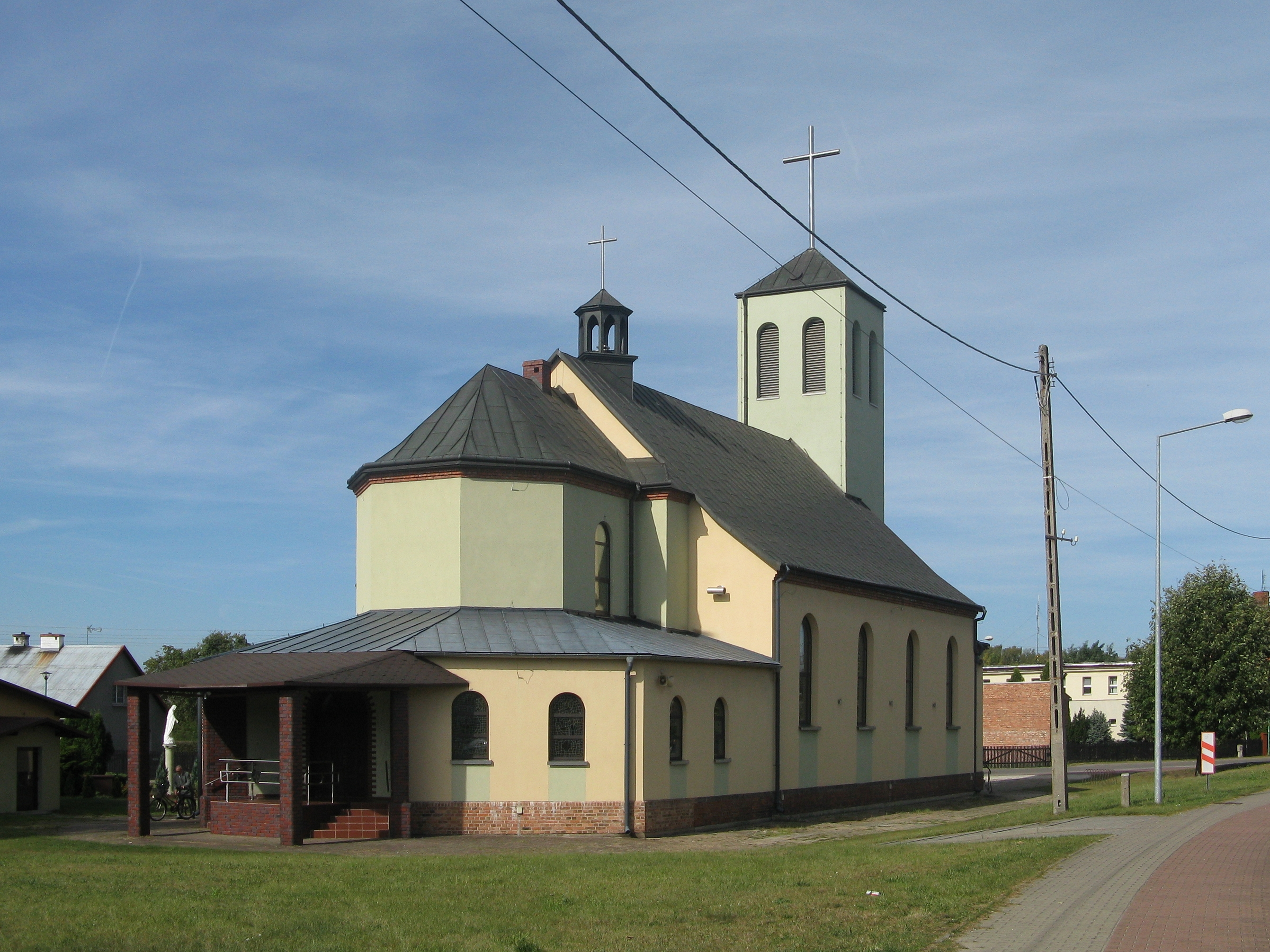
Kościół parafialny (2018)
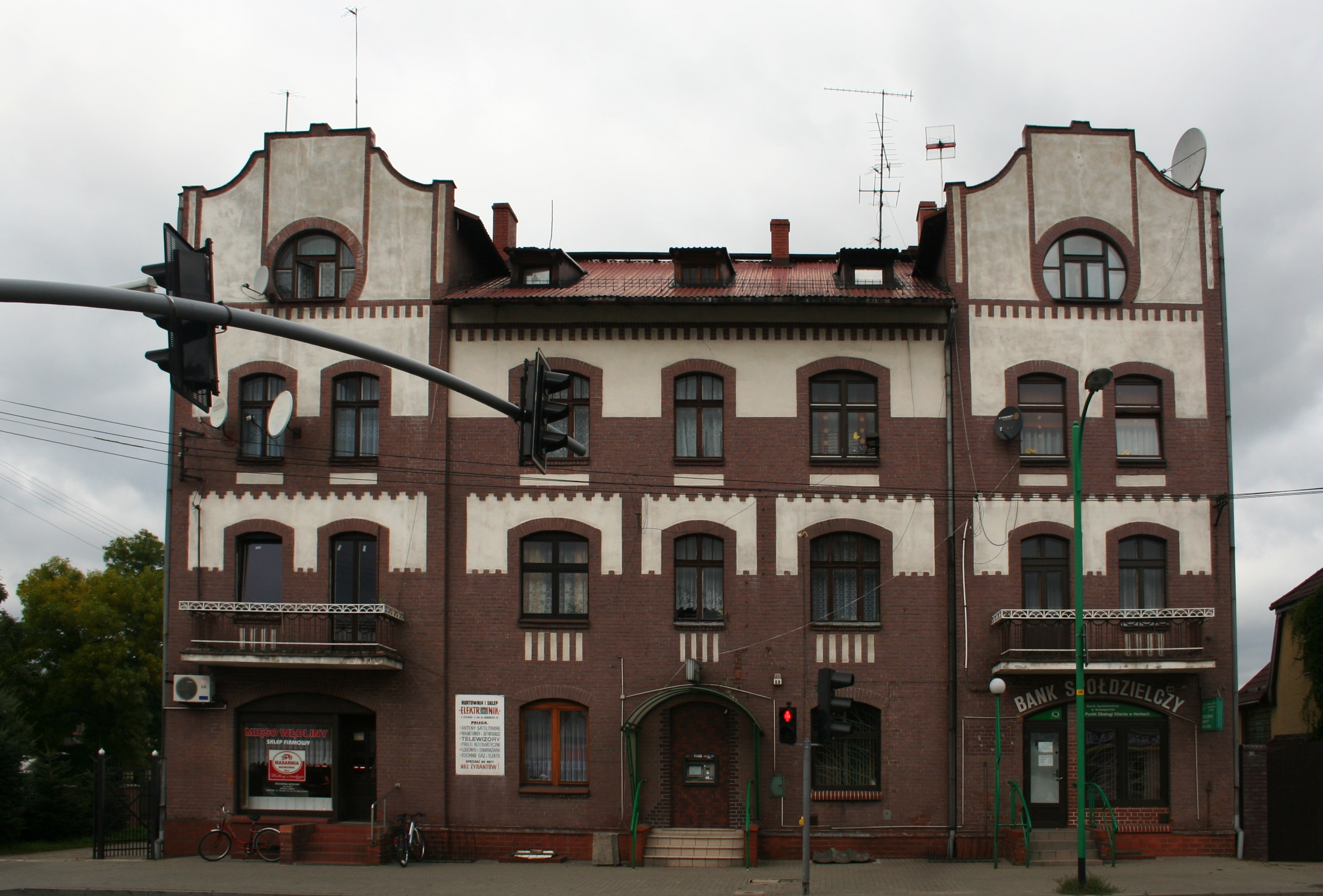
Jedna z kamienic w centrum miejscowości przy drodze Opole – Częstochowa
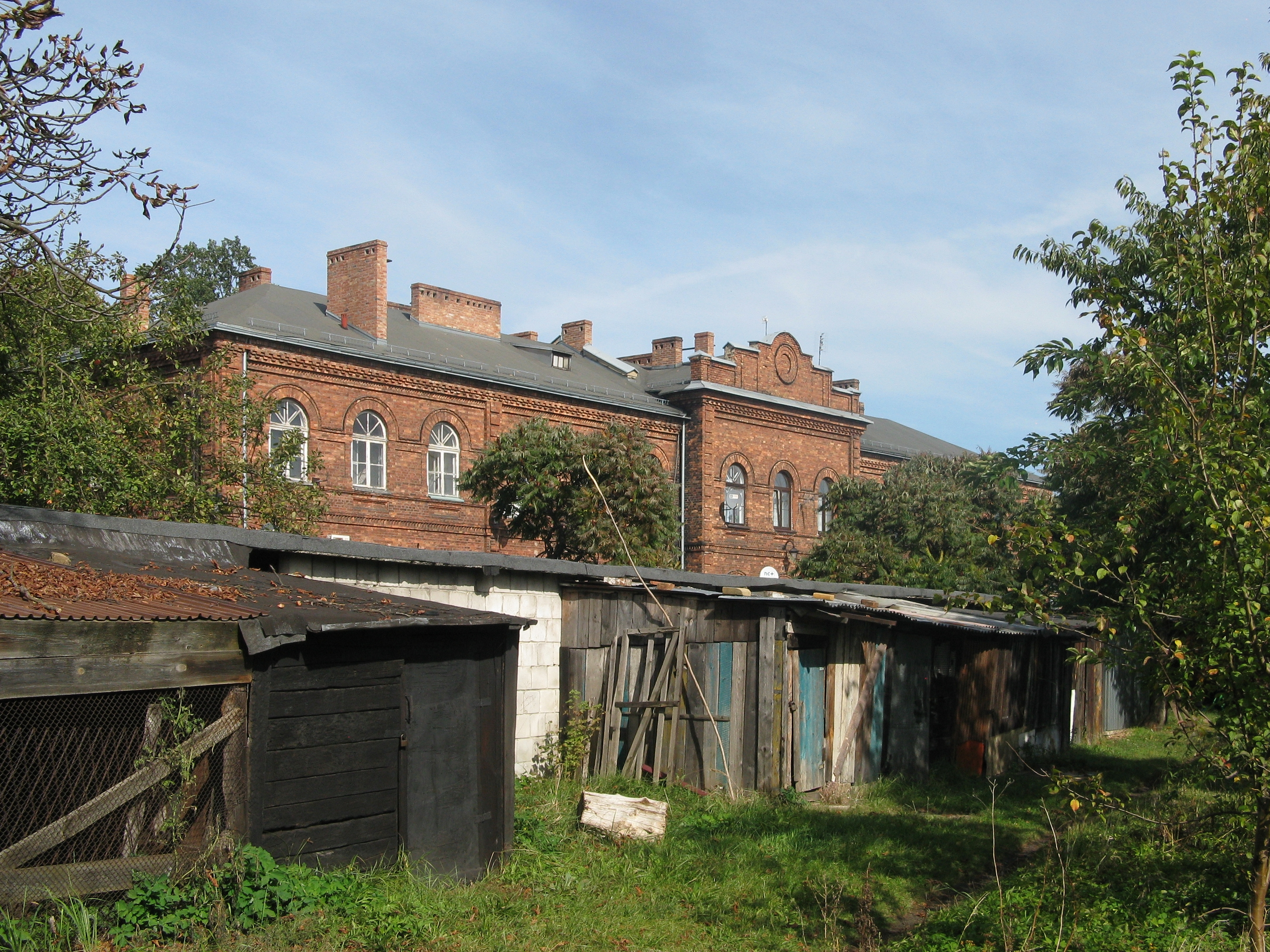
Dawny budynek dworca przy zlikwidowanej stacji kolejowej Herby Ruskie
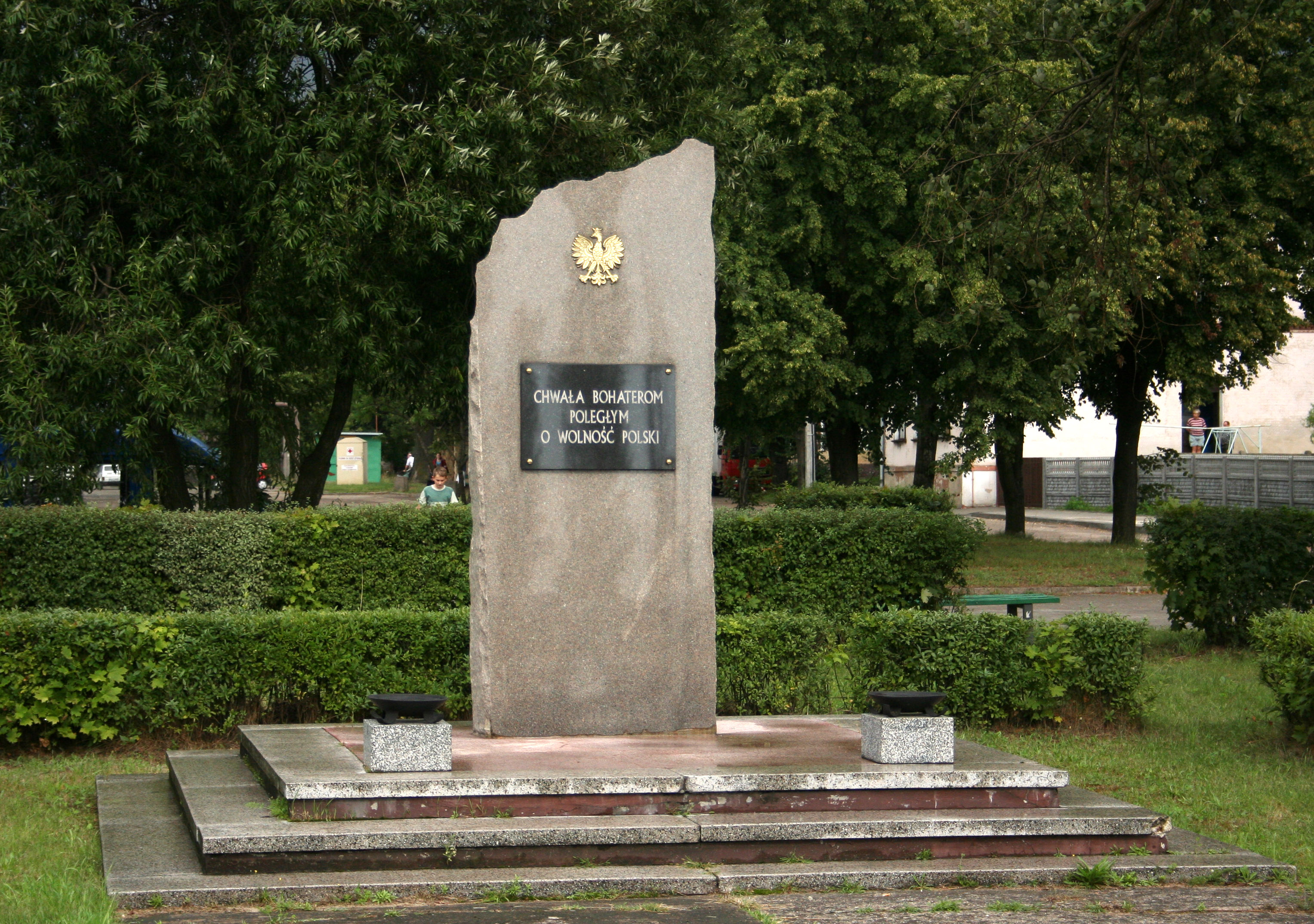
Pomnik poświęcony "Bohaterom poległym o wolność Polski"(2018)